# Coenotephria replicata
Coenotephria replicata är en fjärilsart som beskrevs av Walker 1862. Coenotephria replicata ingår i släktet Coenotephria och familjen mätare. Inga underarter finns listade i Catalogue of Life.